# Aras Kabu
Aras Kabu is een kelurahan in het regentschap Deli Serdang van de provincie Noord-Sumatra, Indonesië. Aras Kabu telt 2862 inwoners (volkstelling 2010).